# 柳吉在
柳吉在（：／ Ryu Gil-jae，1959年1月15日—2020年8月15日），韩国政治人物、朝鲜问题专家，前统一部部長。

## 生平
1959年生于首尔。本科毕业于高麗大學，后留校深造，1987年获政治与外交学硕士学位，1995年获博士学位。1987年入职庆南大学远东问题研究所，1998年任教于庆南大学北韩大学院。期间曾在美国伍德羅·威爾遜國際學者中心参加与朝鲜半岛有关研究。
2005年，任统一部政策顾问委员。2013年，任北韩研究学会第12届会长。2013年3月，担任统一部长官。2014年12月访问美国，交流对朝政策。2015年3月离任后，担任庆南大学北韩大学院教授。2020年8月15日逝世。